# Барвил ан Гатине
Барвил ан Гатине (фр. Barville-en-Gâtinais) насеље је и општина у централној Француској у региону Центар (регион), у департману Лоаре која припада префектури Питивје.
По подацима из 2004. године у општини је живело 251 становника, а густина насељености је износила 24,4 становника/km². Општина се простире на површини од 10,29 km². Налази се на средњој надморској висини од ? метара (максималној 118 m, а минималној 99 m).

## Демографија
| 1962. | 1968. | 1975. | 1982. | 1990. | 2011. |
| ----- | ----- | ----- | ----- | ----- | ----- |
| 253   | 217   | 188   | 175   | 199   | 321   |

График промене броја становника у току последњих година